# Erythromma najas
Еrythromma najas (Hansemann, 1823) je vrsta iz familije Coenagrionidae. Srpski naziv ove vrste je Velika bistrooka devica.

## Opis vrste
Trbuh ove vrste je dosta taman, skoro crn. Kod mužjaka su deveti i deseti segment trbuha plavi i bez šara. Takođe, bočna starana grudi je plava. Oči mužjaka ove vrste su jarko crvene. Leđna strana ženke je cela crna, osim grudi, na kojima se nalaze dve kratke, žute crtice. Bočna strana grudi je zelenkasta ili žuta, a oči su oker-narandžaste. Krila su providna sa svetlom pterostigmom. Slična je vrsti E. viridulum, ali se od nje razlikuje po šari na kraju trbuha kod mužjaka, kao i po žutim crticama na leđnoj strani grudi ženke .

## Stanište
Hladnije stajaće vode bogato obrasle vegetacijom, naročito vrstama s flotantim lišćem (Nuphar sp.; Nymphaea sp. i sl).      

## Životni ciklus
Polaganje jaja se vrši u tandemu (dok su mužjak i ženka još uvek spojeni). Jaja polažu u stabljikama i listovima potopljenih biljaka. Po završetku larvenog razvića odrasle jedinke se izležu i ostavljaju egzuvije na priobalnim biljkama.

## Sezona letenja
Sezona letenja traje od aprila do avgusta.

## Literatura
- „Erythromma najas”. British Dragonfly Society. Приступљено 27. 5. 2011.
- Brooks & Lewington (2004). Field Guide to the Dragonflies and Damselflies of Great Britain and Ireland. British Wildlife Publishing. ISBN 0-9531399-0-5.